# Bitwa pod Jerychem
Bitwa pod Jerychem – domniemane zdobycie miasta pod wodzą Jozuego w toku podboju Ziemi Obiecanej, według chronologii biblijnej w latach 1220–1200 p.n.e. Po stronie Izraelitów było około czterdziestu tysięcy wojowników. Badania archeologiczne potwierdzają istnienie w tym obszarze starożytnych ruin sięgających neolitu i epoki brązu, ale datują zniszczenie miasta na okres najazdów egipskich, kilkaset lat wcześniej niż podaje opis biblijny.

## Przygotowania
Kiedy Izraelici znajdowali się 11 kilometrów od Jerycha, w mieście Szittim, Jozue wysłał dwóch zwiadowców, aby obejrzeli okolicę. Schronili się u nierządnicy Rachab. Dowiedział się o tym król Jerycha i kazał Rachab wydać wysłanników. Jednak kobieta powiedziała żołnierzom, że ci już wyszli z miasta, po czym ukryła Izraelitów na dachu pod łodygami lnu. Przeczuwając zagładę Jerycha, zawarła z nimi umowę, że jej rodzina zostanie oszczędzona. Wysłannicy uciekli w pobliskie góry, a po trzech dniach wrócili do obozu.
Później nastąpiło cudowne przejście ludu Izraela przez rzekę Jordan. Wody rozdzieliły się, a armia przeszła po suchej powierzchni. Na pamiątkę naród wybrany ustawił w miejscu swojego obozowiska dwanaście kamieni.

## Przebieg
Przed bitwą Kanaan stało się Ziemią Świętą. Tę wiadomość przekazał Jozuemu Bóg Jahwe.
Według Księgi Jozuego po stronie Izraelitów było około czterdziestu tysięcy wojowników. Silnie obwarowane miasto zostało zdobyte zgodnie ze wskazówkami danymi przez Jahwe.
Przez sześć dni armia izraelska codziennie wcześnie rano raz okrążała miasto. Prowadziło ją siedmiu kapłanów, grających na szofarach (trąbach z rogów baranich), za nimi podążała Arka Przymierza.

Siódmego dnia Izraelici okrążyli miasto siedem razy. Za każdym razem kapłani grali na trąbach. Przy siódmym przejściu na polecenie Jozuego Izraelici podnieśli okrzyk wojenny, a mury Jerycha natychmiast rozpadły się na kawałki. Armia wpadła do miasta, wymordowała wszystkich mieszkańców i trzodę. Przy życiu pozostała jedynie nierządnica Rachab i cała jej rodzina, którą wywiadowcy wyprowadzili z miasta.

## Klątwa rzucona na Jerycho
Znajdujące się w Jerychu srebro, złoto, sprzęty z brązu i żelaza zostały poświęcone Bogu. Reszta rzeczy w mieście została naznaczona klątwą.
Później Jozue obłożył klątwą całe miasto: „Niech będzie przeklęty przed obliczem Pana człowiek, który podjąłby się odbudować miasto Jerycho: Za cenę życia swego pierworodnego [syna] założy fundamenty, za cenę życia najmłodszego syna postawi bramy.”

## Badania
Archeolodzy przez lata próbowali odnaleźć ślady bitwy. W 1868 Charles Warren, w latach 1907–1909 niemieccy badacze Carl Watzinger i Ernest Sellin, a pomiędzy 1952 i 1958 Kathleen Kenyon. Wbrew początkowym doniesieniom, nie odnaleziono ruin miasta z tego okresu.